# Assalt a la caserna Moncada
L'Assalt a la caserna Moncada, a Santiago de Cuba, va formar part d'una acció armada realitzada el 26 de juliol de 1953 amb l'objectiu de derrocar el dictador cubà Fulgencio Batista.
L'acció la van dur a terme un grup d'homes i dones de les joventuts del Partit Ortodox encapçalades per l'advocat Fidel Castro. El moviment es va completar amb l'atac liderat per Raúl Castro al palau de justícia proper, el liderat per Mario Muñoz Monroy a l'hospital proper, i a la caserna Carlos Manuel de Céspedes de Bayamo per Raul Martinez Arara, però va ser ràpidament derrotat i la meitat dels 160 atacant foren capturats i la major part moriren en mans de la policia. Durant el judici als atacants, Fidel Castro va assumir la seva defensa i es va fer conegut a tot el país amb el seu al·legat La Historia me absolverá.